# Michal Pivoňka
Michal Pivoňka (* 28. ledna 1966, Kladno) je český hokejový trenér a bývalý český lední hokejista, mistr světa z roku 1985 a dlouholetý hráč NHL.

## Ocenění a úspěchy
- 1983 MEJ All-Star Tým
- 1985 MSJ All-Star Tým
- 1985 MSJ Nejlepší útočník
- 1986 MSJ All-Star Tým

## Prvenství
- Debut v NHL - 9. října 1986 (Pittsburgh Penguins proti Washington Capitals)
- První gól v NHL - 13. října 1986 (New York Rangers proti Washington Capitals, kanadskému brankáři Doug Soetaert)
- První asistence v NHL - 13. října 1986 (New York Rangers proti Washington Capitals)
- První hattrick v NHL - 26. prosince 1991 (Washington Capitals proti New York Rangers)

## Rekordy

### Platné rekordy
- drží československý žákovský rekord v hodu oštěpem výkonem 66,54 metru, jeho soupeřem byl český oštěpař Jan Železný.

### Překonané rekordy
- nejvíce odehraných zápasů na pozici útočníka s českým občanstvím v lize NHL – tento rekord překonal v sezóně 1997/1998, který držel český útočník Petr Klíma. Jeho rekord překonal Jaromír Jágr v sezóně 2001/2002.
- nejlepší československý nahrávač v lize NHL – tento rekord překonal v sezóně 1991/1992, který držel československý útočník Miroslav Fryčer. Jeho rekord překonal Jaromír Jágr v sezóně 1997/1998.
- nejlepší nahrávač Washingtonu Capitals – tento rekord překonal v sezóně 1996/1997, který držel kanadský útočník Mike Gartner. Jeho rekord překonal Nicklas Bäckström v sezóně 2014/2015.[2]

## Klubová statistika
| Sezóna       | Klub                | Soutěž       |     | Základní část | Základní část | Základní část | Základní část | Základní část |    | Play off | Play off | Play off | Play off | Play off |
| Sezóna       | Klub                | Soutěž       | Z   | G             | A             | B             | TM            | Z             | G  | A        | B        | TM       |          |          |
| 1984–85      | ASD Dukla Jihlava   | ČSHL         | 33  | 8             | 11            | 19            | 18            | —             | —  | —        | —        | —        |          |          |
| 1985–86      | ASD Dukla Jihlava   | ČSHL         | 42  | 5             | 13            | 18            | 18            | —             | —  | —        | —        | —        |          |          |
| 1986–87      | Washington Capitals | NHL          | 73  | 18            | 25            | 43            | 41            | 7             | 1  | 1        | 2        | 2        |          |          |
| 1987–88      | Washington Capitals | NHL          | 71  | 11            | 23            | 34            | 28            | 14            | 4  | 9        | 13       | 4        |          |          |
| 1988–89      | Baltimore Skipjacks | AHL          | 31  | 12            | 24            | 36            | 19            | —             | —  | —        | —        | —        |          |          |
| 1988–89      | Washington Capitals | NHL          | 52  | 8             | 19            | 27            | 30            | 6             | 3  | 1        | 4        | 10       |          |          |
| 1989–90      | Washington Capitals | NHL          | 77  | 25            | 39            | 64            | 54            | 11            | 0  | 2        | 2        | 6        |          |          |
| 1990–91      | Washington Capitals | NHL          | 79  | 20            | 50            | 70            | 34            | 11            | 2  | 3        | 5        | 8        |          |          |
| 1991–92      | Washington Capitals | NHL          | 80  | 23            | 57            | 80            | 47            | 7             | 1  | 5        | 6        | 13       |          |          |
| 1992–93      | Washington Capitals | NHL          | 69  | 23            | 51            | 74            | 66            | 6             | 0  | 2        | 2        | 0        |          |          |
| 1993–94      | Washington Capitals | NHL          | 82  | 14            | 36            | 50            | 38            | 7             | 4  | 4        | 8        | 4        |          |          |
| 1994–95      | Washington Capitals | NHL          | 46  | 10            | 23            | 33            | 50            | 7             | 1  | 4        | 5        | 21       |          |          |
| 1995–96      | Detroit Vipers      | IHL          | 7   | 1             | 9             | 10            | 19            | —             | —  | —        | —        | —        |          |          |
| 1995–96      | Washington Capitals | NHL          | 73  | 16            | 65            | 81            | 36            | 6             | 3  | 2        | 5        | 18       |          |          |
| 1996–97      | Washington Capitals | NHL          | 54  | 7             | 16            | 23            | 22            | —             | —  | —        | —        | —        |          |          |
| 1997–98      | Washington Capitals | NHL          | 33  | 3             | 6             | 9             | 20            | 13            | 0  | 3        | 3        | 0        |          |          |
| 1998–99      | Washington Capitals | NHL          | 36  | 5             | 6             | 11            | 12            | —             | —  | —        | —        | —        |          |          |
| 1999–00      | Kansas City Blades  | IHL          | 52  | 16            | 34            | 50            | 38            | —             | —  | —        | —        | —        |          |          |
| Celkem v NHL | Celkem v NHL        | Celkem v NHL | 825 | 181           | 418           | 599           | 478           | 95            | 19 | 36       | 55       | 86       |          |          |

## Reprezentace
Poprvé reprezentoval 17. února 1985, naposledy 9. září 1991.
| Rok          | Tým               | Soutěž       | Z  | G  | A  | B  | TM |
| ------------ | ----------------- | ------------ | -- | -- | -- | -- | -- |
| 1983         | Československo 18 | MEJ          | 5  | 4  | 5  | 9  | 14 |
| 1984         | Československo 18 | MEJ          | 5  | 3  | 4  | 7  | 2  |
| 1984         | Československo 20 | MSJ          | 7  | 1  | 2  | 3  | 0  |
| 1985         | Československo 20 | MSJ          | 7  | 9  | 4  | 13 | 14 |
| 1985         | Československo    | MS           | 10 | 0  | 1  | 1  | 0  |
| 1986         | Československo 20 | MSJ          | 7  | 5  | 5  | 10 | 10 |
| 1986         | Československo    | MS           | 10 | 2  | 1  | 3  | 6  |
| 1991         | Československo    | KP           | 5  | 0  | 3  | 3  | 2  |
| Celkem v MEJ | Celkem v MEJ      | Celkem v MEJ | 10 | 7  | 9  | 16 | 16 |
| Celkem v MSJ | Celkem v MSJ      | Celkem v MSJ | 21 | 15 | 11 | 26 | 24 |
| Celkem v MS  | Celkem v MS       | Celkem v MS  | 20 | 2  | 2  | 4  | 6  |